# Pudelkatze
Bei einer Pudelkatze handelt es sich um eine Qualzüchtung, die aus einer Verbindung einer Devon Rex und einer Schottischen Faltohrkatze entstanden ist. Sie besitzt ein Wollfell ähnlich einem Pudel und nach vorne gefaltete Ohren.
Die Pudelkatze weist jedoch Anomalien an den hinteren Gliedmaßen auf, was dazu führt, dass viele dieser Katzen im späteren Alter weder schmerzfrei laufen noch sitzen können. Die von Züchtern beschriebene Ruhe und Anhänglichkeit der Pudelkatze ist keine charakterliche Anlage, sondern schmerzbedingt.
Für die Kreuzungsversuche von Selkirk Rex und Schottischer Faltohrkatze (Schäfchenkatze) gilt das Gleiche. Bei dieser Kreuzung sind zusätzlich auch die Ohrknorpel betroffen, wobei sich die zunächst angelegten Ohren wieder aufrichten.
Die Zucht dieser Katzen ist in Deutschland nach § 11 Tierschutzgesetz verboten.